# Clasamentul pe medalii la Jocurile Olimpice de vară din 1936
Acesta lista este clasamentul pe medalii la Jocurile Olimpice de vară din 1936, cu toate țările care au cucerit medalii la Jocurile Olimpice de vară din 1936 de la Berlin, în perioada 1–16 august. 3.963 sportivi din 49 de țări au participat.

## Tabelul medaliilor
Ordinea țărilor din acest tabel este în conformitate cu regulile oficiale publicate în convenția COI și cu informațiile oferite de către Comitetul Olimpic Internațional. Așadar, primele țări sunt luate în ordinea numărului de medalii de aur. Apoi, sunt luate în considerare medaliile de argint, iar mai apoi cele de bronz. Dacă scorul este egal, țările sunt ordonate alfabetic.
Pentru a sorta acest tabel după o anumită coloană, apăsați pe iconița  de lângă titlul coloanei.
Legendă
      Țara gazdă
      România
| Loc                   | Țară                             | Aur | Argint | Bronz | Total |
| --------------------- | -------------------------------- | --- | ------ | ----- | ----- |
| 1                     | Germania (GER)                   | 33  | 26     | 30    | 89    |
| 2                     | Statele Unite ale Americii (USA) | 24  | 20     | 12    | 56    |
| 3                     | Ungaria (HUN)                    | 10  | 1      | 5     | 16    |
| 4                     | Italia (ITA)                     | 8   | 9      | 5     | 22    |
| 5                     | Finlanda (FIN)                   | 7   | 6      | 6     | 19    |
| 5                     | Franța (FRA)                     | 7   | 6      | 6     | 19    |
| 7                     | Suedia (SWE)                     | 6   | 5      | 9     | 20    |
| 8                     | Japonia (JPN)                    | 6   | 4      | 8     | 18    |
| 9                     | Olanda (NED)                     | 6   | 4      | 7     | 17    |
| 10                    | Marea Britanie (GBR)             | 4   | 7      | 3     | 14    |
| 11                    | Austria (AUT)                    | 4   | 6      | 3     | 13    |
| 12                    | Cehoslovacia (TCH)               | 3   | 5      | 0     | 8     |
| 13                    | Argentina (ARG)                  | 2   | 2      | 3     | 7     |
| 13                    | Estonia (EST)                    | 2   | 2      | 3     | 7     |
| 15                    | Egipt (EGY)                      | 2   | 1      | 2     | 5     |
| 16                    | Elveția (SUI)                    | 1   | 9      | 5     | 15    |
| 17                    | Canada (CAN)                     | 1   | 3      | 5     | 9     |
| 18                    | Norvegia (NOR)                   | 1   | 3      | 2     | 6     |
| 19                    | Turcia (TUR)                     | 1   | 0      | 1     | 2     |
| 20                    | India (IND)                      | 1   | 0      | 0     | 1     |
| 20                    | Noua Zeelandă (NZL)              | 1   | 0      | 0     | 1     |
| 22                    | Polonia (POL)                    | 0   | 3      | 3     | 6     |
| 23                    | Danemarca (DEN)                  | 0   | 2      | 3     | 5     |
| 24                    | Letonia (LAT)                    | 0   | 1      | 1     | 2     |
| 25                    | România (ROU)                    | 0   | 1      | 0     | 1     |
| 25                    | Africa de Sud (RSA)              | 0   | 1      | 0     | 1     |
| 25                    | Iugoslavia (YUG)                 | 0   | 1      | 0     | 1     |
| 28                    | Mexic (MEX)                      | 0   | 0      | 3     | 3     |
| 29                    | Belgia (BEL)                     | 0   | 0      | 2     | 2     |
| 30                    | Australia (AUS)                  | 0   | 0      | 1     | 1     |
| 30                    | Filipine (PHI)                   | 0   | 0      | 1     | 1     |
| 30                    | Portugalia (POR)                 | 0   | 0      | 1     | 1     |
| Total (32 de CON-uri) | Total (32 de CON-uri)            | 130 | 128    | 130   | 388   |

1. ↑  Inclusiv coreeni: Coreea fiind ocupată de Japonia, sportivii coreeni au trebuit să se califice în cadrul lotului japonez.